# Делоне, Лев Николаевич
Лев Николаевич Делоне́ (11 мая 1891 года, Санкт-Петербург — 1 ноября 1969 года, Москва) — российский и советский учёный — цитолог, генетик, ботаник, селекционер. Доктор биологических наук (1935, без защиты диссертации), профессор, один из первых членов Русского ботанического общества. Основоположник кариосистематики и использования радиации в селекции для создания новых сортов растений, автор одного из первых учебников по генетике в СССР, «Курс генетики» (1938 год, совместно с Гришко Н. Н.). Автор термина «кариотип» (1922). Создатель сорта сильной озимой пшеницы «Харьковская-4 улучшенная».

## Биография
Родился в семье Николая Борисовича Делоне (1856—1931) и Надежды Александровны Делоне (Георгиевской) в Петербурге. Делоне принадлежали к французскому дворянскому роду, который вёл своё начало от Людовика Святого (1226—1270). Предок российского Делоне маркиз Пьер Шарль Мария де Лоне был лекарем в армии Наполеона и в 1812 году попал под Москвой в русский плен, женился и навсегда остался в России. В семье воспитывались три сына (Лев был средним по возрасту) и дочь.
После переезда в Варшаву, а затем — в Киев отец преподавал в Киевском коммерческом институте и в Киевском университете. Старший брат — математик Борис Николаевич Делоне. Дочь — генетик Наталья Львовна Делоне.
После окончания Киевской 4-й гимназии в 1911 году поступил на естественное отделение физико-математического факультета Императорского университета Святого Владимира в Киеве. Уже с осени 1912 года начал свою научную деятельность на кафедре ботаники под руководством профессора С. Г. Навашина, работая практикантом в цитологической лаборатории кафедры. В 1915 году опубликовал первую научную работу, посвящённую мышиному гиацинту. Во время Первой мировой войны работал в  Киевском военном госпитале санитаром, позднее помощником рентгенолога. В 1918 году вернулся в Киев и окончил университет. В январе 1919 года Делоне был оставлен в университете «для подготовки к профессорскому званию». но он в конце сентября ушёл добровольцем в Деникинскую армию, был «заведующим химией дивизии», но вскоре оставил военную службу и перебрался в Тифлис, где продолжил научную работу под руководством С. Г. Навашина. В 1919—1925 годах работал в Тифлисском ботаническом саду, одновременно с 1922 года — ассистентом кафедры ботаники политехнического факультета Тифлисского университета. В 1925 году вместе с семьёй переезжает в Киев и работает научным сотрудником в Научном институте селекции «Главсахара», а с 1928 по 1933 год — профессор вновь основанной кафедры генетики Масловского института селекции и семеноводства, в 1933—1948 годах — зав. кафедрой генетики Харьковского cельскохозяйственного института и зав. сектором в Украинском институте растениеводства, генетики и селекции, с 1946 года — в Институте генетики и селекции АН УССР.
В 1930—1940-х годах Л. Н. Делоне активно выступал против методов Лысенко. Опубликовал статьи, в которых разоблачал сущность лысенковщины: «Антидиалектические моменты в современной генетике» (1931 г.), «Дает ли что-нибудь „формальная генетика“ для практического выведения новых сортов» (1936 г.), «Дарвинизм или механоламаркизм». Семья Л. Н. Делоне близко дружила с семьёй Н. И. Вавилова.
Учёная степень доктора биологических наук была присуждена Л. Н. Делоне в 1937 году за совокупность печатных работ по представлению Президиума Отделения биологических наук АН СССР.
В начале Великой Отечественной войны получил контузию при строительстве оборонительных сооружений под Днепропетровском и вместе с семьёй был эвакуирован сначала в Саратов, а позднее — в Каттакурган, Узбекистан.
После августовской 1948 года сессии ВАСХНИЛ Делоне был исключён из партии и уволен из Харьковского сельскохозяйственного института генетики и селекции АН УССР. В его трудовую книжку была внесена запись о том, что он много лет «пропагандировал антинаучное учение морганизма-менделизма». Учёного почти год никуда не брали на работу, даже лаборантом, был восстановлен, но без права преподавания.
В 1956 году Делоне был назначен заведующим отделом агроэкологии и растительных ресурсов переименованного и подчинённого ВАСХНИЛ института растениеводства, генетики и селекции.
Один из организаторов и член Президиума Всесоюзного общества генетиков и селекционеров имени Н. И. Вавилова.
Ученики
А. И. Френкель, В. И. Дидусь, П. К. Шкварников, А. В. Пухальский, Ф. Г. Кириченко, В. Н. Ремесло, П. Ф. Гаркавый.